# ماریا پرز
ماریا پرز (انگلیسی: María Pérez؛ زادهٔ ۲۹ آوریل ۱۹۹۶) دونده زن دو استقامت اهل اسپانیا است.